# Cronologia da temporada de furacões no Atlântico de 2007
Abaixo está a cronologia da temporada de furacões no Atlântico de 2007, documentando todas as formações de tempestade, incluindo as transformações (fortalecimento, enfraquecimento, dissipação, transição para extratropical). Também é documentado aqui o momento em que uma tempestade atinge terras emersas. A temporada de furacões no Atlântico de 2007 oficialmente começou em 1º de junho de 2007 e terminará em 30 de novembro, embora a Tempestade subtropical Andrea formou-se antes do começo oficial da temporada, em 9 de maio. Para conveniência e claridade, na lista abaixo, todas as vezes que uma tempestade atingir terras emersas, será destacado aqui em negrito.
O gráfico abaixo indica de forma clara a intensidade e a duração de cada tempestade em relação à temporada.

## Cronologia das tempestades

### Maio
9 de maio

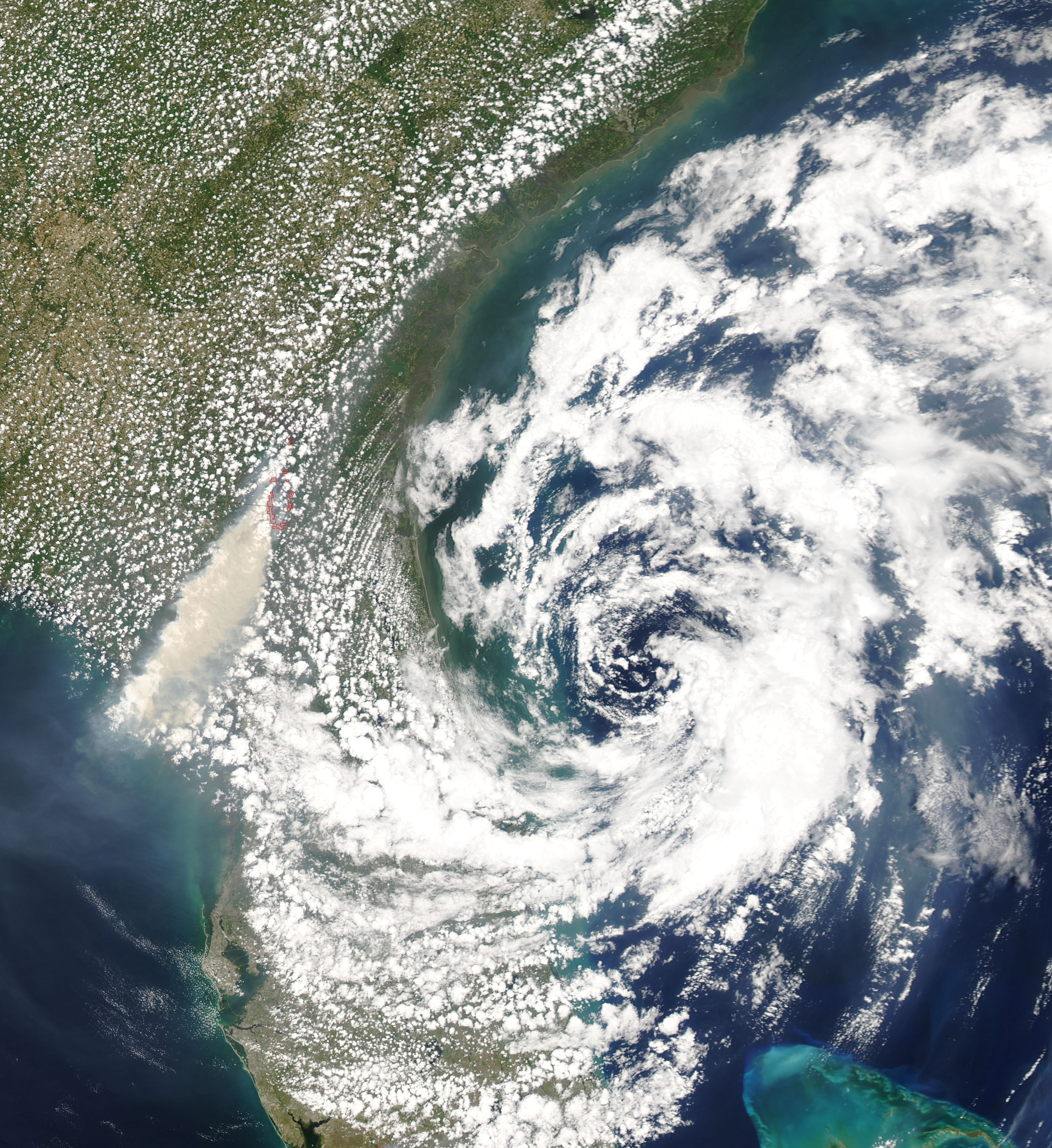
Andrea logo após ter sido desclassificado para uma depressão subtropical em 10 de maio

- 06:00 UTC: A tempestade subtropical Andrea forma-se a 280 km a leste de Jacksonville, Flórida, Estados Unidos

10 de maio
- 12:00 UTC: A tempestade subtropical Andrea enfraquece-se para depressão subtropical

11 de maio
- 06:00 UTC: A depressão subtropical Andrea se degenera numa área de baixa pressão.

### Junho
1º de junho
- 04:00 UTC: A temporada de furacões no Atlântico de 2007 começa oficialmente
- 12:00 UTC: A depressão tropical Dois forma-se a noroeste do extremo oeste de Cuba
- 18:00 UTC: A depressão tropical Dois torna-se a tempestade tropical Barry

2 de junho
- 14:00 UTC: A tempestade tropical Barry enfraquece-se numa depressão tropical assim que atinge uma área perto da Baía de Tampa com ventos de 55 km/h

3 de junho
- 00:00 UTC: A depressão tropica Barry torna-se um ciclone extratropical

### Julho
31 de julho
- 03:00 UTC: A depressão tropical Três forma-se a 435 km a norte-noroeste de Bermudas
- 12:15 UTC: A depressão tropical Três torna-se a tempestade tropical Chantal

### Agosto
1º de agosto

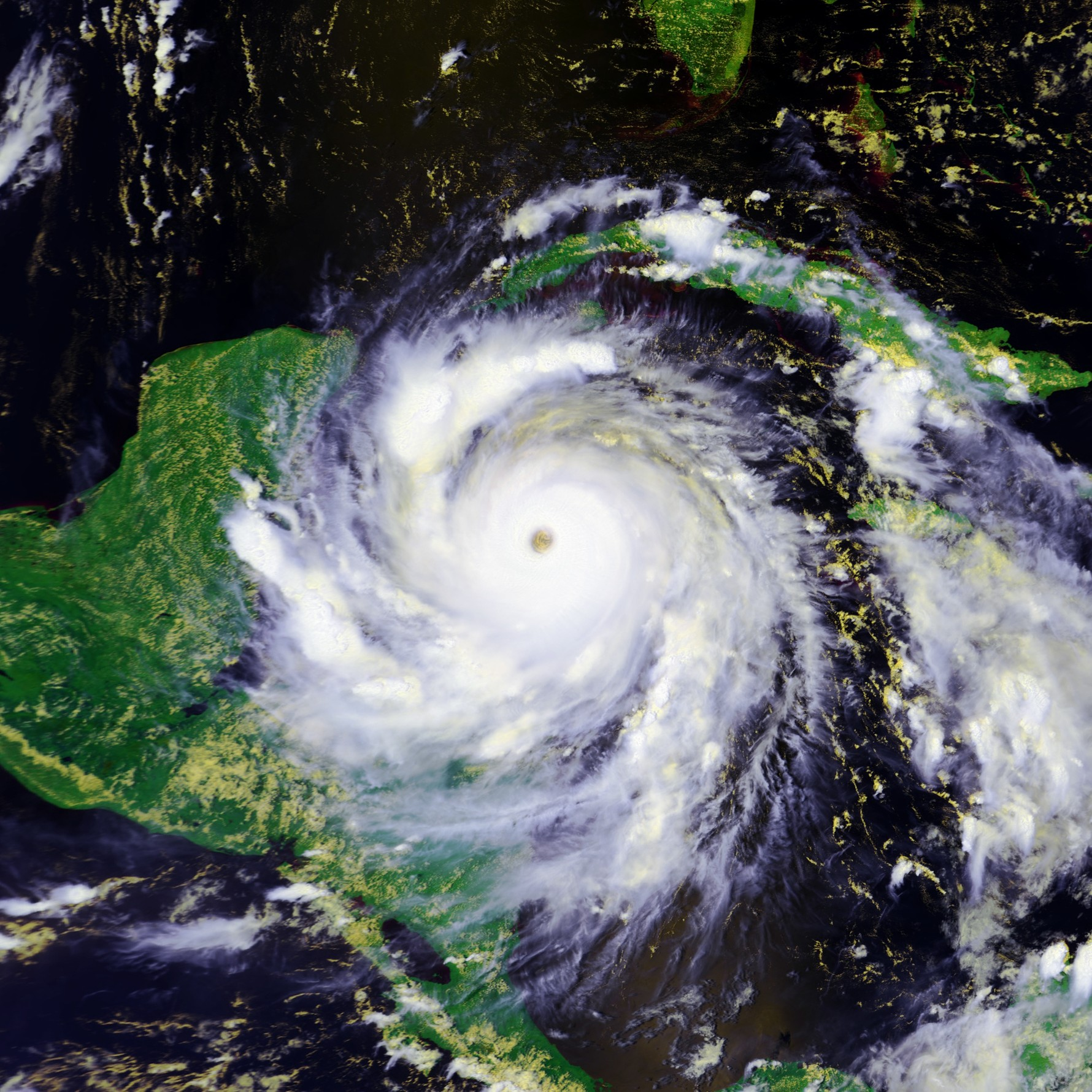
O furacão Dean em 20 de agosto

- 03:00 UTC: A tempestade tropical Chantal torna-se um ciclone extratropical e o último aviso sobre o sistema é emitido pelo NHC

13 de agosto
- 15:00 UTC: A depressão tropical Quatro forma-se a 840 km a oeste-sudoeste de Cabo Verde

14 de agosto
- 15:00 UTC: A depressão tropical Quatro torna-se a tempestade tropical Dean

15 de agosto
- 03:00 UTC: A depressão tropical Cinco forma-se na porção central do Golfo do México
- 15:15 UTC: A depressão tropical Cinco torna-se a tempestade tropical Erin 

16 de agosto
- 09:00 UTC: A tempestade tropical Dean torna-se o furacão Dean
- 12:00 UTC: A tempestade tropical Erin enfraquece-se para uma depressão tropical assim que atinge uma área a 45 km a nordeste de Corpus Christi, Texas, Estados Unidos
- 15:00 UTC: o NHC emite seu último aviso sobre a depressão tropical Erin no Texas
- 21:00 UTC: O furacão Dean torna-se um furacão de categoria 2

17 de agosto
- 17:45 UTC: O furacão Dean torna-se um grande furacão de categoria 3

18 de agosto
- 00:00 UTC: O furacão Dean torna-se um furacão de categoria 4

19 de agosto
- 21:00 UTC: A depressão tropical Erin dissipa-se sobre o nordeste de Oklahoma, Estados Unidos

21 de agosto
- 00:35 UTC: O furacão Dean torna-se um devastador furacão de categoria 5
- 08:30 UTC: O furacão Dean atinge uma área a 65 km a leste-nordeste de Chetumal, Quintana Roo, México, com ventos de 270 km/h
- 12:00 UTC: O furacão Dean enfraquece-se para um furacão de categoria 3
- 15:00 UTC: O furacão Dean enfraquece-se para um furacão de categoria 2
- 18:00 UTC: O furacão Dean enfraquece-se para um furacão de categoria 1
- 21:00 UTC: O furacão Dean emerge na Baía de Campeche, México

22 de agosto
- 15:00 UTC: O furacão Dean torna-se um furacão de categoria 2
- 16:30 UTC: O furacão Dean atinge uma área cerca de 65 km a sul-sudeste de Tuxpan, Veracruz, México, com ventos de 160 km/h
- 18:00 UTC: O furacão Dean enfraquece-se para um furacão de categoria 1
- 21:00 UTC: O furacão Dean enfraquece-se para tempestade tropical Dean

23 de agosto
- 03:00 UTC: A tempestade tropical enfraquece-se para depressão tropical Dean e o NHC emite seu último aviso sobre o sistema.

31 de agosto
- 21:00 UTC: A depressão tropical Seis forma-se a leste das Pequenas Antilhas

### Setembro
1º de setembro

O furacão Felix perto de seu pico de intensidade

- 09:00 UTC: A depressão tropicai Seis torna-se a tempestade tropical Felix

2 de setembro
- 00:00 UTC: A tempestade tropical Felix torna-se o furacão Felix
- 07:30 UTC: O furacão Felix torna-se um furacão de categoria 2
- 18:00 UTC: O furacão Felix torna-se um grande furacão de categoria 3
- 21:00 UTC: O furacão Felix torna-se um furacão de categoria 4

3 de setembro
- 00:00 UTC: O furacão Felix torna-se um devastador furacão de categoria 5
- 18:00 UTC: O furacão Felix enfraquece-se para um furacão de Categoria 4

4 de setembro
- 10:40 UTC: O furacão Felix torna-se novamente um devastador furacão de categoria 5
- 12:00 UTC: O furacão Felix atinge uma área perto de Punta Gorda, Nicarágua, com ventos de 260 km/h
- 15:00 UTC: O furacão Felix enfraquece-se para um furacão de categoria 3
- 18:00 UTC: O furacão Felix enfraquece-se para um furacão de categoria 2
- 21:00 UTC: O furacão Felix enfraquece-se para um furacão de categoria 1

5 de setembro
- 00:00 UTC: O furacão Felix enfraquece-se para Tempestade tropical Felix
- 09:00 UTC: A tempestade tropical Felix enfraquece-se para depressão tropical Felix e o NHC emite seu último aviso sobre o sistema

8 de setembro
- 03:00 UTC: A tempestade subtropical Gabrielle forma-se a 695 km a sudeste de Cabo Lookout, Carolina do Norte, Estados Unidos
- 21:00 UTC: A tempestade subtropical Gabrielle torna-se tempestade tropical Gabrielle

9 de setembro
- 15:45 UTC: A tempestade tropical Gabrielle atinge uma área perto de Cabo Lookout, Carolina do Norte, Estados Unidos, com ventos de 95 km/h

10 de setembro
- 09:00 UTC: A tempestade tropical Gabrielle enfraquece-se para depressão tropical Gabrielle

11 de setembro
- 15:00 UTC: O NHC emite seu último aviso sobre a depressão tropical Gabrielle, que se dissipa

12 de setembro
- 15:00 UTC: A depressão tropical Oito forma-se a leste das Pequenas Antilhas
- 15:00 UTC: A depressão tropical Nove forma-se no Golfo do México, a sudeste de Houston, Texas, Estados Unidos
- 18:00 UTC: A depressão tropical NOve torna-se a tempestade tropical Humberto

13 de setembro
- 05:15 UTC: A tempestade tropical Humberto torna-se o furacão Humberto
- 07:10 UTC: O furacão Humberto atinge uma área a leste de High Island, Texas, Estados Unidos, com ventos de 135 km/h
- 15:00 UTC: O furacão Humberto enfraquece-se para tempestade tropical Humberto
- 21:00 UTC: A tempestade tropical Humberto enfraquece-se para depressão tropical Humberto e o NHC emite seu último aviso sobre o sistema

14 de setembro
- 03:00 UTC: A depressão tropical Oito torna-se a tempestade tropical Ingrid
- 15:00 UTC: o HPC emite seu último aviso sobre a depressão tropical Humberto, que se dissipa

15 de setembro
- 15:00 UTC: A tempestade tropical Ingrid enfraquece-se para depressão tropical Ingrid

17 de setembro
- 09:00 UTC: O NHC emite seu último aviso sobre a depressão tropical Ingrid, que se dissipa

21 de setembro
- 15:00 UTC: A depressão subtropical Dez forma-se no Golfo do México, logo a oeste da Flórida
- 18:00 UTC: A depressão subtropical Dez torna-se a depressão tropical Dez

22 de setembro
- 00:00 UTC: A depressão tropical Dez atinge uma área perto de Port Walton Beach, Flórida, Estados Unidos, com ventos de 55 km/h
- 09:00 UTC: o NHC emite seu último aviso sobre a depressão tropical Dez, que se dissipa

23 de setembro
- 10:00 UTC: A depressão subtropical Onze forma-se no Oceano Atlântico centro-norte
- 15:00 UTC: A depressão subtropical Onze torna-se a tempestade subtropical Jerry

24 de setembro
- 03:00 UTC: A tempestade subtropical Jerry torna-se a tempestade tropical Jerry
- 15:00 UTC: A tempestade tropical Jerry enfraquece-se para a depressão tropical Jerry
- 21:45 UTC: A depressão tropical Jerry torna-se a tempestade tropical Jerry

25 de setembro
- 03:00 UTC: A tempestade tropical Jerry é absorvida por um ciclone extratropical e o NHC emite seu último aviso sobre o sistema
- 03:00 UTC: A depressão tropical Doze forma-se a leste das Pequenas Antilhas
- 09:00 UTC: A depressão tropical Doze torna-se a tempestade tropical Karen
- 22:15 UTC: A depressão tropical Treze forma-se a leste de Tampico, México

27 de setembro
- 17:50 UTC: A depressão tropical Treze torna-se a tempestade tropical Lorenzo

28 de setembro
- 00:00 UTC: A tempestade tropical Lorenzo torna-se o furacão Lorenzo
- 06:00 UTC: O furacão Lorenzo atinge uma área a sul-sudeste de Tuxpan, Veracruz, México, com ventos de 120 km/h
- 09:00 UTC: O furacão Lorenzo enfraquece-se para a tempestade tropical Lorenzo
- 15:00 UTC: A tempestade tropical Lorenzo torna-se a depressão tropical Lorenzo
- 15:00 UTC: A depressão tropical Quatorze forma-se a sudoeste de Cabo Verde
- 21:00 UTC: o NHC emite seu último aviso sobre a depressão tropical Lorenzo, que se dissipa

29 de setembro
- 09:00 UTC: A depressão tropical Quatorze torna-se a tempestade tropical Melissa
- 15:00 UTC: A tempestade tropical Karen enfraquece-se para depressão tropical Karen
- 21:00 UTC: O NHC emite seu último aviso sobre a depressão tropical Karen, que se dissipa

30 de setembro
- 15:00 UTC: A tempestade tropical Melissa enfraquece-se para a depressão tropical Melissa
- 21:00 UTC: O NHC emite seu último aviso sobre a depressão tropical Melissa, que se dissipa

### Outubro
11 de outubro

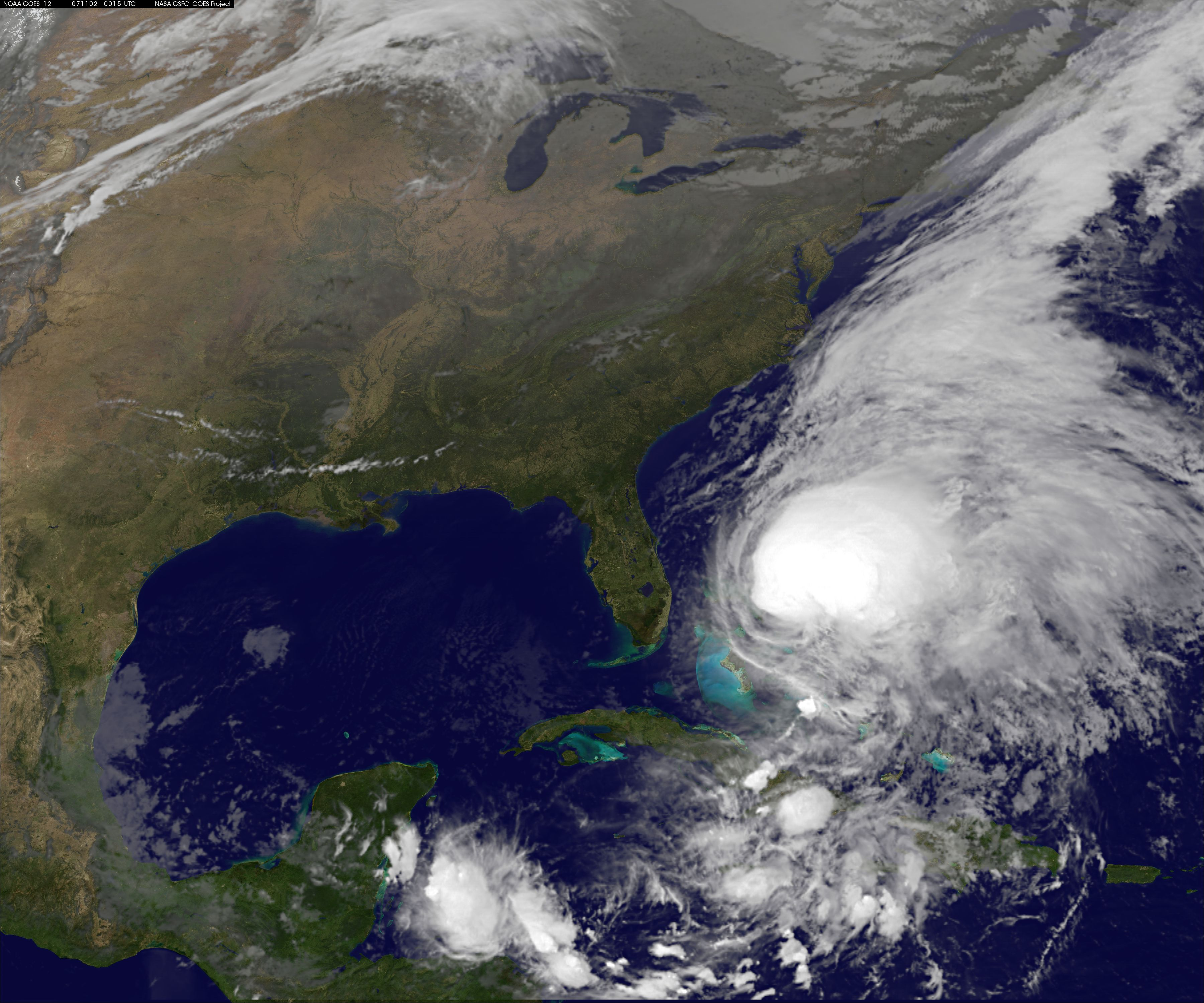
O furacão Noel perto de seu pico de intensidade ao norte das Bahamas

- 21:00 UTC: A depressão tropical Quinze forma-se no Oceano Atlântico centro-norte

12 de outubro
- 21:00 UTC: O NHC emite seu último aviso sobre a depressão tropical Quinze, que se dissipa

28 de outubro
- 03:00 UTC: A Depressão tropical Dezesseis forma-se a 310 km a sul-sudeste de Porto Príncipe, Haiti
- 17:40 UTC: A depressão tropical Dezesseis torna-se a Tempestade tropical Noel

29 de outubro
- 11:00 UTC: A tempestade tropical Noel atinge a península sul do Haiti com ventos de 70 km/h.

30 de outubro
- 10:00 UTC: A tempestade tropical Noel atinge Cuba perto de Gibara, com ventos de 95 km/h

### Novembro
2 de novembro
- 00:00 UTC: A tempestade tropical Noel torna-se o furacão Noel
- 21:00 UTC: O NHC emite seu último aviso sobre o furacão Noel, que torna-se um ciclone extratropical.

30 de novembro
- 23:59 (04:00 UTC de 1º de dezembro): A temporada de furacões no Atlântico de 2007 termina oficialmente.

### Dezembro
11 de Dezembro

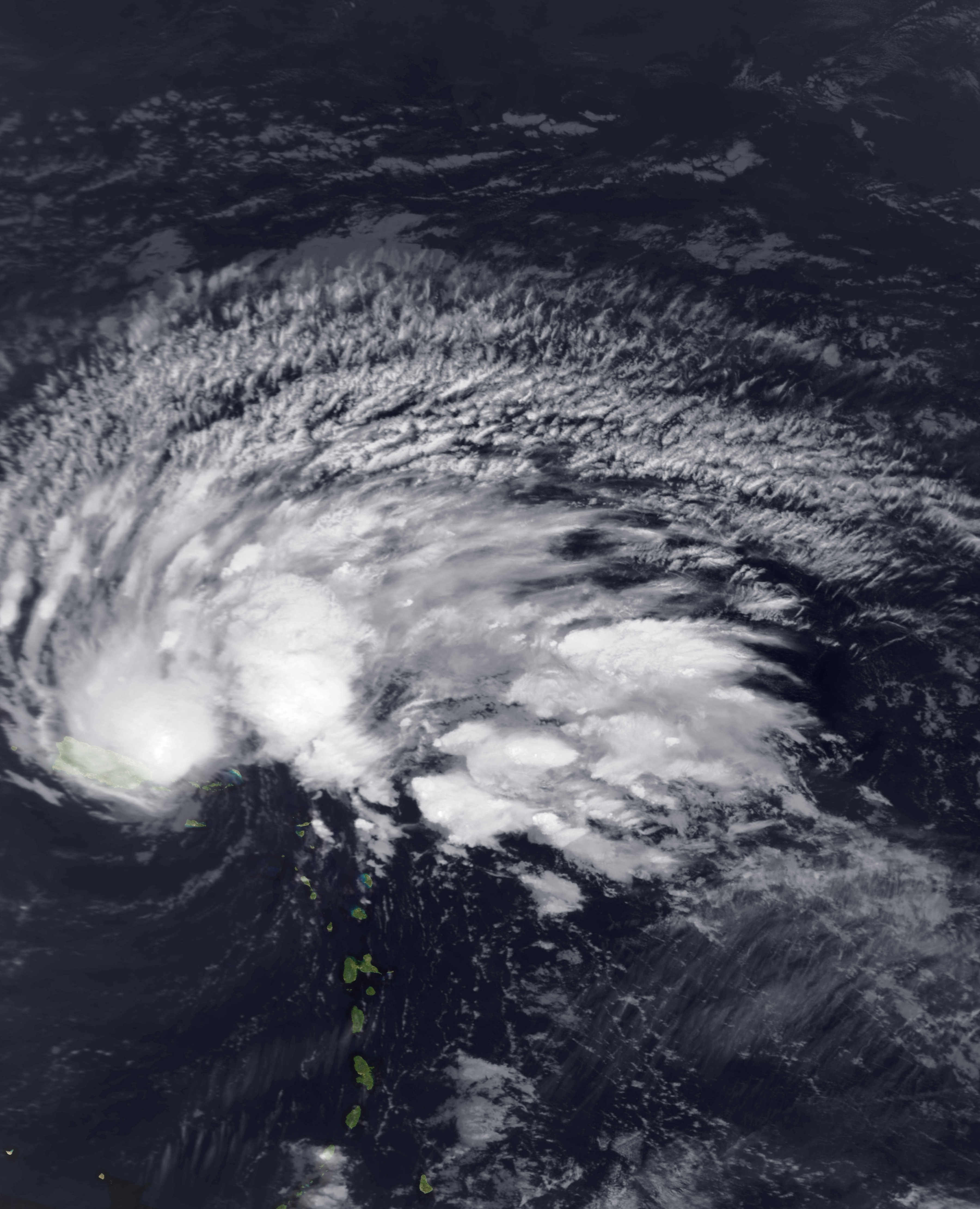
Olga ainda subtropical a leste da República Dominicana em 11 de dezembro

- 00:45 UTC: A tempestade subtropical Olga forma-se próximo à costa norte de Porto Rico.
- 18:00 UTC: A tempestade subtropical Olga atinge a costa da República Dominicana perto de Punta Cana, com ventos constantes de 75 km/h.

12 de Dezembro
- 00:00 UTC: A tempestade subtropical Olga torna-se a tempestade tropical Olga.
- 21:00 UTC: A tempestade tropical Olga enfraquece-se para a depressão tropical Olga.

13 de Dezembro
- 03:00 UTC: O NHC emite seu último aviso sobre a depressão tropical Olga, assim que o sistema se degenera numa área de baixa pressão remanescente.